# Ḩannā
Ḩannā (persiska: حنّا) är en ort i Iran.   Den ligger i provinsen Esfahan, i den centrala delen av landet, 500 km söder om huvudstaden Teheran. Ḩannā ligger 2 294 meter över havet och antalet invånare är 5 358.
Terrängen runt Ḩannā är kuperad. Runt Ḩannā är det glesbefolkat, med 17 invånare per kvadratkilometer. Ḩannā är det största samhället i trakten. Trakten runt Ḩannā består i huvudsak av gräsmarker.